# 和多屋別荘
和多屋別荘（わたやべっそう、会社名：株式会社和多屋別荘）は、佐賀県嬉野市に本社を置く旅館業を営む企業、ならびに温泉旅館の名称。

## 概要
佐賀県嬉野温泉の老舗温泉旅館。嬉野川を挟む2万坪の敷地に、黒川紀章設計の「タワー館」や江戸時代の長崎街道を再現した「花鳥苑」、小露天風呂付の部屋を備えた「みやび館」、和室「温泉郷」、和風建築「水明荘」の5つの棟で構成されている。
旧長崎街道の商店街に面しており、江戸時代には薩摩藩（島津家）の御用宿となっていた歴史がある。その歴史的由来を活かすため薩摩藩の家紋が社章として定められた。
昭和天皇が宿泊した水明荘の特別貴賓室「洗心」、皇太子徳仁親王、秋篠宮文仁親王が宿泊したタワー館「ロイヤルスイートルーム」がある。前述の特別貴賓室「洗心」は、第20期竜王戦七番勝負第4局やお〜いお茶杯第63期王位戦七番勝負第4局の会場（予定）としても使用された。
1950年（昭和25年）開業当時のキャッチフレーズは、「日本に名所が又一つ、嬉野湖畔の別天地」で、創業者の小原嘉登次が考案した。また開業に際し、関西以西の西日本各地にセスナ機で200万枚の空中宣伝ビラを散布し、「旅は九州へ・九州へお越しの節は嬉野温泉へ・和多屋別荘」の宣伝文句で、嬉野温泉の名を一躍全国区へと押し上げた。

## 施設
旅館
- 和多屋別荘（嬉野温泉）
  - 所在地：〒843-0301　佐賀県嬉野市嬉野町大字下宿乙738
  - 総客室：129室
  - 収容人員：300名
    - タワー館（79室）
    - 温泉郷（17室）
    - みやび館（12室）
    - 花鳥苑（13室）
    - 水明荘（8室）

  - 温泉：大浴場「御影殿」、露天風呂「浮世風呂」、離れの湯殿「心晶」、貸切風呂
  - 館内施設：「日本料理 利休」、佐賀牛レストラン「李荘庵」、お茶と読書が愉しめる書店「BOOKS＆TEA 三服」、「Made in ピエール・エルメ」、「ローカルデリカテッセン季設」、オリエンタルスパ「サバイ・サバイ」、「副島園 the BAR」
  - 駐車場：普通車109台（有料)

## 沿革
- 1943年（昭和18年） - 和多屋旅館継承
- 1950年（昭和25年） - 和多屋別荘開業
- 1966年（昭和41年） - 株式会社へ改組
- 1977年（昭和52年） - タワー館完成
- 1978年（昭和53年） - 小原健史が社長に就任
- 1983年（昭和58年） - ヴィラテニスクラブ　オープン
- 1985年（昭和60年） - 水明荘改装オープン
- 1988年（昭和63年） - 花鳥苑改装オープン
- 1990年（平成2年） - テーマパーク「肥前夢街道」をオープン。
- 1992年（平成4年）5月7日～8日 -  将棋の第50期名人戦第3局▲中原誠名人△高橋道雄九段（肩書はいずれも当時のもの）戦が当所で行われ[2]、127手で先手の中原名人が勝利した。
- 1993年（平成5年）3月 - みやび館改装オープン
- 1996年（平成8年）
  - 6月 - タワー館シアター改装
  - 8月 - お食事処利休改装オープン
- 2003年（平成15年）4月 - ウエディングハウス「The Cotton Club」オープン
- 2004年（平成16年）12月 - 湯殿「心晶」オープン
- 2005年（平成17年） - 「肥前夢街道」の経営権を譲渡し、事業より撤退。
- 2007年（平成19年）9月 - レストラン「佐賀牛賓館」オープン
- 2007年（平成19年）11月21日～22日 -  将棋の第20期竜王戦第4局▲渡辺明竜王△佐藤康光二冠（肩書はいずれも当時のもの）戦が当所で行われ[3]、101手で先手の渡辺竜王が勝利[4]した。
- 2008年（平成20年）3月 - タワー館12階（最上階）改装 「展望温泉付客室」オープン
- 2010年（平成22年）
  - 3月 - タワー館12階洋室を改装
  - 11月3日 - 創業60周年
- 2013年（平成25年）2月5日 - 小原嘉元が社長に就任
- 2014年（平成26年）9月 - 大浴場エントランスリニューアル
- 2015年（平成27年）11月 - みやび館　露天風呂付客室改装
- 2017年（平成29年）
  - 1月 - ヴィラテニスクラブ 閉業
  - 10月 - タワー館12階（最上階）改装 「和モダンルーム」オープン
- 2021年（令和3年）8月18日～19日 - 将棋の第62期王位戦第4局△藤井聡太王位▲豊島将之竜王（当時）戦が当所で行われる予定であった[5]が、直前に記録的大雨により被害を受けた[5]ため、当所での対局は行われなかった[6]。
- 2022年（令和4年）8月15日～16日 - 将棋の第63期王位戦第4局▲藤井聡太王位△豊島将之九段戦が当所で行われる予定であった[7][8]が、豊島の体調不良（新型コロナウイルス感染症の陽性判定）により中止となった[9]。
  - 11月26日、「おにぎり神谷プレミアム」が常設[10][11]。
- 2023年（令和5年）8月15日～16日 - 将棋の第64期王位戦第4局△藤井聡太王位と▲佐々木大地七段戦が当所で行われ、85手で先手の佐々木七段が勝利した。

## アクセス
- 鉄道（JR九州駅からのアクセス）
  - 佐世保線武雄温泉駅よりJR九州バスで約30分。
  - 佐世保線佐世保駅から西肥バスで約1時間。
  - 長崎本線肥前鹿島駅から祐徳バスで約30分。
  - 大村線彼杵駅からJR九州バスで約25分。
- 高速バス
九州急行バスが運行する「九州号」を利用。温泉街（国道34号）を経由する便と長崎自動車道嬉野インターチェンジのみに停車する便とがある
  - 福岡市（博多バスターミナル・西鉄天神高速バスターミナル）から約2時間
  - 長崎市（長崎駅前）から約1時間
- 佐賀空港乗合タクシー
佐賀空港の開港にあわせ、地元タクシー会社が運行を開始。佐賀空港からの所要時間はおよそ1時間。

## 宮崎県青島再開発の表明と撤退
2008年9月、宮崎市青島で廃業から15年以上放置されていた橘ホテルの跡地につき、再開発を行う事業者に決定した。2009年12月より解体工事が始まり、2010年6月に完了した。跡地には新たにホテルが建設される予定であったが、2012年5月に宮崎市は和多屋別荘が設立した事業会社が撤退を決めたと発表し、再開発計画は白紙となった。事業会社と土地を管理する宮崎市折生迫財産区との間では、事業会社側から撤去費用の損害賠償を求める訴訟が、財産区の側からは土地賃料の支払と明け渡しを求める訴訟がそれぞれ宮崎地方裁判所に起こされた。土地明け渡しについては2012年11月28日に両者の間で和解が成立、損害賠償訴訟については2014年3月28日に宮崎地裁は事業会社の請求を棄却し、事業会社側は控訴を断念した。